# Бокс на летних Олимпийских играх 1976
Соревнования по боксу на летних Олимпийских играх 1976 года прошли с 18 по 31 июля в Монреале. Были разыграны 11 комплектов наград — 11 весовых категорий. В одной весовой категории от одной страны мог выступать только один спортсмен. Традиционно в каждой весовой категории бронзовые медали вручались обоим боксёрам, проигравшим в полуфинале. В соревнованиях приняли участие 266 бойцов из 54 стран мира.

## Результаты

### Медалисты
| Категория   | Золото                 | Серебро                 | Бронза                         |
| До 48 кг    | Хорхе Эрнандес Куба    | Ли Бён Ук КНДР          | Орландо Мальдонадо Пуэрто-Рико |
| До 48 кг    | Хорхе Эрнандес Куба    | Ли Бён Ук КНДР          | Паяо Поонтарат Таиланд         |
| До 51 кг    | Лео Рендольф США       | Рамон Дувалон Куба      | Лешек Блажиньский Польша       |
| До 51 кг    | Лео Рендольф США       | Рамон Дувалон Куба      | Давид Торосян СССР             |
| До 54 кг    | Ку Ён Джу КНДР         | Чарльз Муни США         | Патрик Кауделл Великобритания  |
| До 54 кг    | Ку Ён Джу КНДР         | Чарльз Муни США         | Виктор Рыбаков СССР            |
| До 57 кг    | Анхель Эррера Куба     | Рихард Новаковский ГДР  | Лешек Коседовский Польша       |
| До 57 кг    | Анхель Эррера Куба     | Рихард Новаковский ГДР  | Хуан Паредес Мексика           |
| До 60 кг    | Говард Дэвис США       | Симион Куцов Румыния    | Аце Русевский Югославия        |
| До 60 кг    | Говард Дэвис США       | Симион Куцов Румыния    | Василий Соломин СССР           |
| До 63,5 кг  | Рэй Леонард США        | Андрес Альдама Куба     | Владимир Колев Болгария        |
| До 63,5 кг  | Рэй Леонард США        | Андрес Альдама Куба     | Казимеж Щерба Польша           |
| До 67 кг    | Йохен Бахфельд ГДР     | Педро Гамарро Венесуэла | Райнхард Скрицек ФРГ           |
| До 67 кг    | Йохен Бахфельд ГДР     | Педро Гамарро Венесуэла | Виктор Зильберман Румыния      |
| До 71 кг    | Ежи Рыбицкий Польша    | Тадия Качар Югославия   | Роландо Гарбей Куба            |
| До 71 кг    | Ежи Рыбицкий Польша    | Тадия Качар Югославия   | Виктор Савченко СССР           |
| До 75 кг    | Майкл Спинкс США       | Руфат Рискиев СССР      | Луис Мартинес Куба             |
| До 75 кг    | Майкл Спинкс США       | Руфат Рискиев СССР      | Алек Нэстак Румыния            |
| До 81 кг    | Леон Спинкс США        | Сиксто Сория Куба       | Костикэ Дафиною Румыния        |
| До 81 кг    | Леон Спинкс США        | Сиксто Сория Куба       | Януш Гортат Польша             |
| Свыше 81 кг | Теофило Стивенсон Куба | Мирча Шимон Румыния     | Кларенс Хилл Бермуды           |
| Свыше 81 кг | Теофило Стивенсон Куба | Мирча Шимон Румыния     | Джон Тейт США                  |